# Thuringe du Sud
Pour les articles homonymes, voir Thuringe (homonymie).
 (avril 2021).
Si vous disposez d'ouvrages ou d'articles de référence ou si vous connaissez des sites web de qualité traitant du thème abordé ici, merci de compléter l'article en donnant les références utiles à sa vérifiabilité et en les liant à la section « Notes et références ».

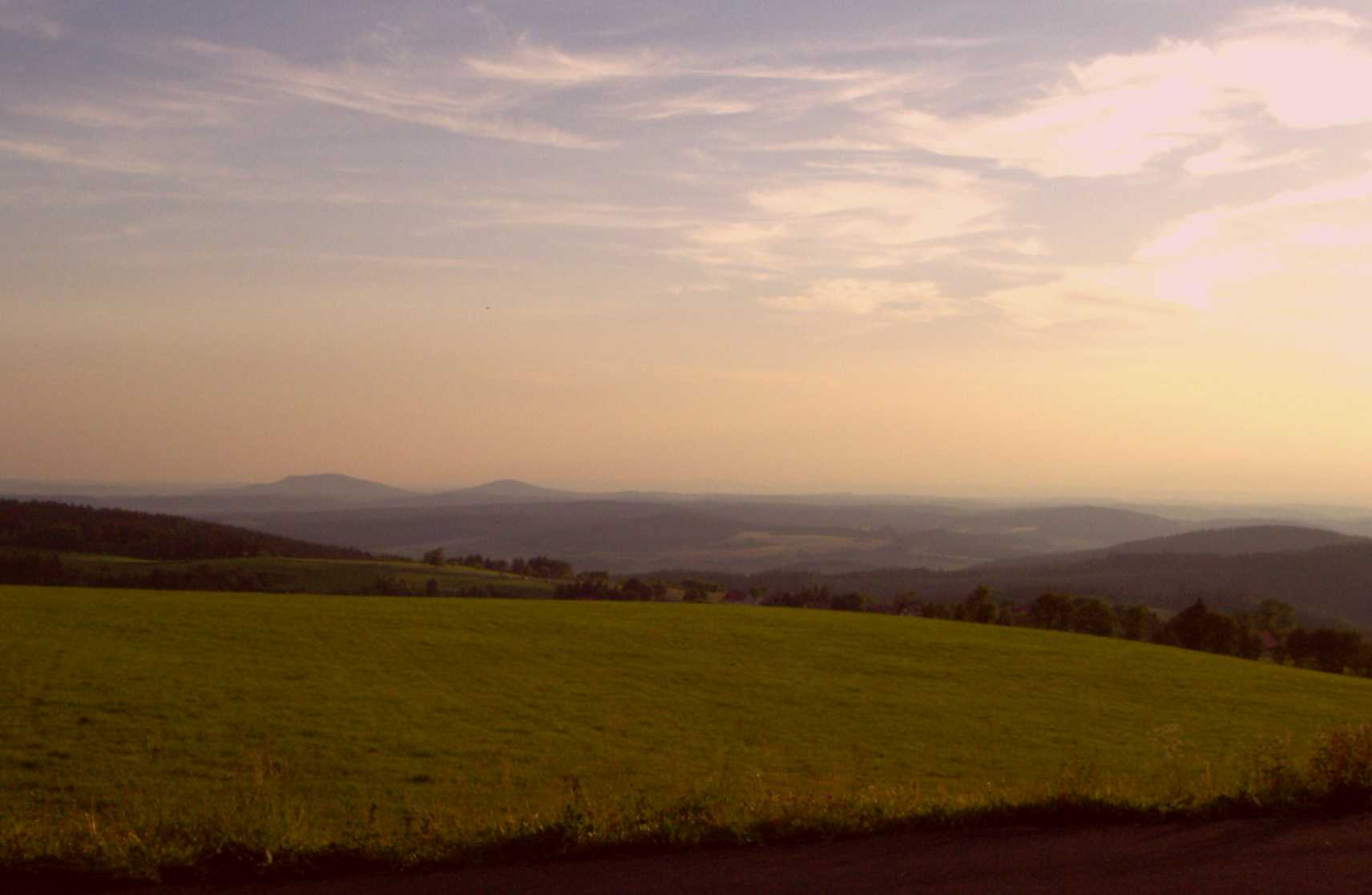
Vue depuis les monts de Thuringe vers le Grabfeld.

La Thuringe du Sud (en allemand : Südthüringen) fait référence à toutes les zones franconiennes dans l'État libre de Thuringe situées au sud du Rennsteig, un sentier de crête qui suit les hauteurs de la forêt de Thuringe et des monts de Thuringe jusqu'à la forêt de Franconie, y compris le territoire de l'ancien arrondissement de Bad Salzungen. 
Le Rennsteig est un chemin frontalier historique qui au Moyen Âge marquait la frontière entre le Gau du Grabfeld dans le duché de Franconie oriental (Francia Orientalis) et les domaines de souveraineté de la Thuringe historique. Encore aujourd'hui, il représente la frontière linguistique entre les dialectes du francique oriental d'un côté et le groupe thuringien et haut-saxon du moyen-allemand oriental de l'autre. La majeure partie de la région appartenait au comté d'Henneberg, au sein du cercle de Franconie ; à l'époque de la RDA, elle correspondait au district de Suhl.